# Orr (Pulheim)
Orr ist mit neun Einwohnern der kleinste Ortsteil der Stadt Pulheim im Rhein-Erft-Kreis.

## Lage
Orr ist eine kleine Hofansiedlung im Osten der Stadt Pulheim sowie westlich des Kölner Stadtteils Esch. Sie besteht aus dem Kriegs- und dem Heinenhof, neben denen es früher auch noch den Bayershof gab. Den größten Wirtschaftszweig bildet die Agrarwirtschaft (u. a. Gänsezucht), gefolgt von der Holzwirtschaft. Die ländliche Umgebung besteht aus weitläufigen Äckern, Wiesen und Wäldern.

## Geschichte
Ähnlich wie bei Kerpen-Horrem oder Dormagen-Horrem leitet sich der Name Orr von der althochdeutschen Bezeichnung Horo (Sumpf) ab. Die erste schriftliche Erwähnung datiert aus dem Jahr 1096. Die den Ort bildenden Höfe waren wie die großen Gutshöfe der Umgebung Lehenshöfe Kölner Stifte und gelangten erst Ende des 18. bzw. im 19. Jahrhundert in Privatbesitz.
Seit 1794 zu Frankreich gehörend, wurde Orr 1814 Teil der preußischen Bürgermeisterei Stommeln und damit ab 1934 des Amtes Pulheim. Ab 1964 gehörte Orr zur Gemeinde Sinnersdorf und wurde zusammen mit dieser am 1. Januar 1975 wieder ein Teil der neuen Gemeinde Pulheim.

## Sehenswürdigkeiten
Beachtenswert ist das Herrenhaus Orr. Es wurde 1838 nach Plänen des Kölner Dombaumeisters Ernst Friedrich Zwirner ausgeführt und verfiel im 20. Jahrhundert. Seit Mitte der 1980er Jahre liefen Bemühungen zu seiner Erhaltung; ab 2010 wurde es von einem privaten Eigentümer restauriert und ist bei Veranstaltungen des Fördervereins Rittergut Orr e. V. begehbar. Der nach englischen Vorbildern angelegte Park steht ebenso wie das Herrenhaus unter Denkmalschutz.